# Sportjahr 1891
Liste der Sportjahre

◄◄ | ◄ | 1887 | 1888 | 1889 | 1890 | Sportjahr 1891 | 1892 | 1893 | 1894 | 1895 | ► | ►►

Weitere Ereignisse

## Ereignisse

### Ballsport
- 17./18. Mai: Der Deutsche Fußball- und Cricket Bund wird gegründet. Die Gründung erfolgt als Alternative zum Bund Deutscher Fußballspieler, der vor allem auf Betreiben des BFC Germania 1888 keine ausländischen (insbesondere keine britischen) Spieler und Funktionäre zulässt. Mitglieder sind der BFC Frankfurt 1885, BTuFC Viktoria 89, BFC Vorwärts 1890, BTuFC Alemannia 90, BFC Stern 1889, BFC Concordia 1890, BTuFC Hohenzollern 1890, BFC Norden 1891, TuFC Columbia 1891 Adlershof, Berliner Cricket Club 1883, Niederschönweider Cricket Club 1891 sowie als erste auswärtige Vertreter der DFV 1878 Hannover (spielte fast nur Fußball mit Aufnehmen des Balles, also Rugby) und The English FC 1890 Berlin.
- 15. Dezember: Das erste Basketballspiel findet auf der Basis von dreizehn von James Naismith erdachten Regeln statt.

### Boxen
- 21. Mai: Der Schwergewichtsboxkampf zwischen dem US-Amerikaner James J. Corbett und dem Australier Peter „Black Prince“ Jackson endet nach 61 Runden wegen der völligen Erschöpfung beider Gegner unentschieden.

### Eiskunstlauf
- Anon Schmitson wird in München erster offizieller Deutscher Meister im Eiskunstlauf
- In Hamburg wird die erste Europameisterschaft im Eiskunstlauf ausgetragen. Einziger ausgetragener Wettbewerb ist der Einzellauf der Herren, den Oskar Uhlig (Deutsches Reich) gewinnt.

### Eisschnelllauf
- 28. Februar: Oscar Grundén, Schweden, läuft die 500 Meter Eisschnelllauf in Stockholm in 50,8 s.

### Radsport
- 6. September: Pierre Giffard von der Zeitung Le Petit Journal organisiert erstmals das Radrennen Paris–Brest–Paris.
- 9. September: Charles Terront trifft als Sieger des auf Initiative der Zeitung Le Petit Journal veranstalteten ersten Radrennens Paris–Brest–Paris nach 71:22 Stunden Fahrtzeit wieder in Paris ein. Weitere 97 von 206 gestarteten Fahrern folgen, die letzten benötigen zehn Tage für die Strecke.
- Das Radrennen Bordeaux–Paris wird erstmals organisiert.
- George Lacy Hillier initiiert den Bau der Radrennbahn Herne Hill.

### Rudern
- 21. März: Oxford besiegt Cambridge im Boat Race in 21′48″.

### Schach
- 22. Januar: Bei der Schachweltmeisterschaft 1890 holt Titelverteidiger Wilhelm Steinitz gegen Isidor Gunsberg durch ein vereinbartes Remis den entscheidenden halben Punkt zum 10½:8½.

### Vereinsgründungen
- 15. Februar: In Stockholm wird als allgemeiner Sportklub AIK Solna gegründet, der im Lauf der Zeit zu einem der größten Sportvereine Schwedens heranwächst.
- 29. Mai: Der Radfahrerverein Teutoburg Brackwede (Bielefeld) wird gegründet.
- 28. September: Der Central Uruguay Railway Cricket Club in Montevideo wird gegründet.
- 17. November: Der Karlsruher Fußballverein wird gegründet.
- Der Fußballclub Internazionale Torino, der älteste italienische Fußballverein, wird durch Fusion der Vereine Torino Football and Cricket Club und Nobili Torino gegründet.
- Der AC Prag wird als erster Sportklub in Böhmen gegründet.
- In Belfast wird der katholisch geprägte Fußballclub Belfast Celtic gegründet.

## Geboren

### Januar
- 01. Januar: Guy Clarkson, britisch-kanadischer Eishockeyspieler und -trainer († 1974)
- 03. Januar: Alfred Brinckmann, deutscher Schachspieler und -autor († 1967)
- 03. Januar: Carlo Salamano, italienischer Automobilrennfahrer († 1969)
- 05. Januar: Sidney Cross, britischer Turner († 1964)
- 08. Januar: Raymond Bracken, US-amerikanischer Sportschütze († 1974)
- 08. Januar: Jean Gaupillat, französischer Automobilrennfahrer und Unternehmer († 1934)
- 11. Januar: Andrew Sockalexis, US-amerikanischer Langstreckenläufer († 1919)
- 12. Januar: Henry Wells, britischer Ruderer († 1967)
- 14. Januar: Ville Kyrönen, finnischer Langstrecken- und Crossläufer († 1959)
- 17. Januar: Julien Crickx, belgischer Ruderer († unbekannt)
- 17. Januar: Jean Samazeuilh, französischer Tennisspieler († 1965)
- 19. Januar: Joseph De Craecker, belgischer Degenfechter († 1975)
- 21. Januar: Francisco Lázaro, portugiesischer Marathonläufer († 1912)
- 24. Januar: Georgios Skouzes, griechischer Tennisspieler († 1973)
- 25. Januar: Béla von Kehrling, ungarischer Tennis- und Tischtennisspieler († 1937)
- 26. Januar: George Duller, britischer Jockey und Automobilrennfahrer († 1962)
- 28. Januar: Walther Binner, deutscher Schwimmer und Schwimmsportfunktionär († 1971)
- 29. Januar: Richard Norris Williams, US-amerikanischer Tennisspieler († 1968)

### Februar
- 02. Februar: Lawrence Whitney, US-amerikanischer Kugelstoßer († 1941)
- 03. Februar: Tullio Bozza, italienischer Fechter († 1922)
- 04. Februar: Tito Collevati, italienischer Turner († 1941)
- 04. Februar: Tyyne Järvi, finnische Schwimmerin († 1929)
- 04. Februar: Jüri Lossmann, estnischer Leichtathlet († 1984)
- 04. Februar: Alexander Pedersen, norwegischer Leichtathlet († 1955)
- 05. Februar: Renato Petronio, italienischer Ruderer († 1976)
- 12. Februar: Max Rudolf, Schweizer Ruderer († unbekannt)
- 15. Februar: Gustave De Schryver, belgischer Radrennfahrer († 1949)
- 15. Februar: Walter Sachs, deutscher Eishockeyspieler († unbekannt)
- 16. Februar: Håkon Endreson, norwegischer Turner († 1970)
- 17. Februar: Albert Andersen, dänischer Langstreckenläufer († 1977)
- 17. Februar: Wilhelm Brülle, deutscher Turner († 1917)
- 17. Februar: Willi Fick, deutscher Fußballspieler († 1913)
- 17. Februar: Robert Spies, deutscher Tennisspieler († 1982)
- 18. Februar: Henry George, belgischer Radrennfahrer († 1976)
- 18. Februar: Oreste Puliti, italienischer Fechter († 1958)
- 19. Februar: Ernest Glover, britischer Langstreckenläufer († 1954)
- 19. Februar: Emil Muller, US-amerikanischer Diskuswerfer († 1958)
- 20. Februar: Karl-Erik Svensson, schwedischer Turner († 1978)
- 22. Februar: Robert Foster, US-amerikanischer Schwimmer († 1960)
- 22. Februar: Theo Willems, niederländischer Bogenschütze († 1960)
- 25. Februar: Romualdo Ghiglione, italienischer Turner († 1940)
- 25. Februar: Francesco Loi, italienischer Turner († 1977)
- 25. Februar: Maurice de Wée, belgischer Degenfechter († 1961)
- 26. Februar: Carlo Carcano, italienischer Fußballspieler und -trainer († 1967)
- 26. Februar: George Hill, neuseeländischer Langstreckenläufer († 1944)
- 27. Februar: Arie Bijvoet, niederländischer Fußballspieler († 1976)
- 28. Februar: Gaetano Preti, italienischer Turner († 1963)

### März
- 02. März: George Falcke, dänischer Turner († 1979)
- 02. März: Eskil Wedholm, schwedischer Schwimmer († 1959)
- 03. März: Arthur Drewry, britischer Fußball-Funktionär, FIFA-Präsident († 1961)
- 04. März: René Barbier, französischer Fechter († 1966)
- 04. März: Kazimierz Żebrowski, polnischer Eishockeyspieler und -trainer († unbekannt)
- 05. März: Zoltán Eötvös, ungarischer Eisschnellläufer († 1936)
- 08. März: Albert Séguin, französischer Turner († 1948)
- 08. März: Robert Sjursen, norwegischer Turner († 1965)
- 09. März: Erik Kugelberg, schwedischer Leichtathlet († 1975)
- 10. März: Hermann Bosch, deutscher Fußballspieler († 1916)
- 10. März: Earl Johnson, US-amerikanischer Leichtathlet († 1965)
- 11. März: Vilhelm Andersson, schwedischer Schwimmer und Wasserballspieler († 1933)
- 11. März: Basil Williams, britischer Eiskunstläufer († 1951)
- 12. März: Josefa Kellner, österreichische Schwimmerin († 1965)
- 14. März: Lorenzo Mangiante, italienischer Turner († 1936)
- 15. März: Franz Schuh, österreichischer Schwimmer († 1936)
- 15. März: Herbert Wetter, norwegischer Schwimmer († 1966)
- 16. März: Alfonsina Strada, italienische Radsportlerin († 1959)
- 18. März: Charles Lelong, französischer Sprinter († 1970)
- 26. März: Heinrich Wenseler, deutscher Sprinter († 1943)
- 29. März: Alfred Neubauer, deutscher Rennleiter des Mercedes-Grand-Prix-Teams († 1980)
- 31. März: Otto Liebing, deutscher Ruderer († 1967)

### April
- 05. April: Arnold Jackson, britischer Leichtathlet und Olympiasieger († 1972)
- 07. April: Eino Aukusti Leino, finnischer Ringer († 1986)
- 14. April: Otto Lasanen, finnischer Ringer († 1958)
- 15. April: Josef Börjesson, schwedischer Fußballtorhüter († 1971)
- 16. April: Henri Arnaud, französischer Mittelstreckenläufer († 1956)
- 16. April: Ernest Mottier, Schweizer Eishockeyspieler († 1968)
- 19. April: Emil Rauchmaul; ungarischer Fußballspieler und -trainer († 1968)
- 20. April: Aldo Finzi, italienischer Motorradrennfahrer, Offizier, faschistischer Politiker jüdischer Herkunft, Anwalt, Sportpolitiker und Widerstandskämpfer († 1944)
- 21. April: François Vergult, belgischer Eishockeytorhüter († unbekannt)
- 23. April: Władysław Ponurski, polnischer Leichtathlet († 1978)
- 27. April: David Caldwell, US-amerikanischer Mittelstreckenläufer († 1953)
- 28. April: Isak Abrahamsen, norwegischer Turner († 1972)
- 28. April: Erik de Laval, schwedischer Moderner Fünfkämpfer († 1973)
- 30. April: Henrik Nordström, schwedischer Langstreckenläufer († 1982)

### Mai
- 10. Mai: Ernst Nilsson, schwedischer Ringer († 1971)
- 13. Mai: Frank Beaurepaire, australischer Schwimmer († 1956)
- 22. Mai: Alfred Jensen, dänischer Turner († 1978)
- 23. Mai: Felice Milano, italienischer Fußballspieler († 1915)
- 24. Mai: Klara Milch, österreichische Schwimmerin († 1970)
- 24. Mai: Bertil Nordenskjöld, schwedischer Fußballspieler und -funktionär († 1975)
- 26. Mai: Jack Nelson, argentinischer Polospieler († 1983)
- 27. Mai: Otakar Bittmann, tschechoslowakischer Gynäkologe und Automobilrennfahrer († 1945)

### Juni
- 02. Juni: Karl Ritter von Halt, deutscher Zehnkämpfer und Sportfunktionär († 1964)
- 03. Juni: Mary Kendall Browne, US-amerikanische Tennisspielerin († 1971)
- 06. Juni: Michael Devaney, US-amerikanischer Leichtathlet († 1967)
- 08. Juni: Einar Nilsson, schwedischer Leichtathlet († 1937)
- 08. Juni: Bjarne Pettersen, norwegischer Turner († 1983)
- 14. Juni: Thomas Lance, englischer Bahnradsportler († 1976)
- 15. Juni: Harry Hebner, US-amerikanischer Schwimmer und Wasserballspieler († 1968)
- 15. Juni: Charles Herlofson, norwegischer Fußballspieler († 1968)
- 15. Juni: Decio Pavani, italienischer Turner († 1959)
- 18. Juni: Gunnar Gabrielsson, schwedischer Sportschütze († 1981)
- 20. Juni: Erik Bergqvist, schwedischer Schwimmer, Wasser- und Fußballspieler († 1954)
- 24. Juni: René Pinchart, belgischer Turner und Fechttrainer († 1970)
- 27. Juni: Mina Wylie, australische Schwimmerin († 1984)
- 30. Juni: Béla Blum, ungarischer Ruderer († 1957)

### Juli
- 02. Juli: Roberto Nardini, italienischer Turner († unbekannt)
- 02. Juli: Josef Schäffer, österreichischer Leichtathlet († unbekannt)
- 03. Juli: Erling Jensen, norwegischer Turner († 1973)
- 03. Juli: Richard Kuthan, österreichischer Fußballspieler († 1958)
- 04. Juli: Jean Rodier, französischer Schwimmer und Wasserballspieler († 1965)
- 06. Juli: Eric Seward, britischer Schwimmer († 1975)
- 07. Juli: Franco Giongo, italienischer Leichtathlet († 1981)
- 12. Juli: Joseph Organ, US-amerikanischer Leichtathlet († 1966)
- 13. Juli: Werner Rittberger, deutscher Eiskunstläufer († 1975)
- 18. Juli: André Labatut, französischer Fechter († 1977)
- 18. Juli: Alexander Popovich, österreichischer Fußballspieler und -trainer († 1952)
- 19. Juli: Gyula Halasy, ungarischer Sportschütze († 1970)
- 19. Juli: Irving Small, US-amerikanischer Eishockeyspieler († 1955)
- 20. Juli: Marcel-Frédéric Lubin-Lebrère, französischer Rugby-Union-Spieler († 1972)
- 21. Juli: Oswald Rathmann, deutscher Radrennfahrer († 1936)
- 21. Juli: Juho Saaristo, finnischer Speerwerfer († 1969)
- 23. Juli: Kurt Bergström, schwedischer Segler († 1955)
- 24. Juli: Tell Berna, US-amerikanischer Leichtathlet († 1975)
- 26. Juli: Sydney Hayes, britischer Lacrossespieler († 1944)
- 28. Juli: Maurice Blitz, belgischer Wasserballspieler und Sportfunktionär († 1975)
- 28. Juli: František Kundert, böhmisch-tschechoslowakischer Radrennfahrer († 1957)
- 28. Juli: István Tóth-Potya, ungarischer Fußballspieler und -trainer († 1945)

### August
- 05. August: Oreste Moricca, italienischer Fechter († 1984)
- 09. August: Antal Vágó, ungarischer Fußballspieler († 1944)
- 11. August: Dé Kessler, niederländischer Fußballspieler († 1943)
- 15. August: Félix Balyu, belgischer Fußballspieler († 1971)
- 15. August: Willem van Loon, niederländischer Tauzieher († 1975)
- 19. August: Ernst Möller, deutscher Fußballspieler († 1916)
- 20. August: Shisō Kanaguri, japanischer Marathonläufer († 1983)
- 21. August: Karl Kappler, deutscher Automobilrennfahrer († 1962)
- 23. August: Gaston Strobino, US-amerikanischer Langstreckenläufer († 1969)
- 28. August: Ernest Gevers, belgischer Degenfechter († 1965)
- 30. August: Herbert Westermark, schwedischer Segler († 1981)
- 31. August: Alfredo Ghierra, uruguayischer Fußballspieler († 1973)
- 31. August: Heinrich Ziegler, deutscher Fechter († 1918)

### September
- 03. September: Curt Hartzell, schwedischer Turner († 1975)
- 03. September: Ken Huszagh, US-amerikanischer Schwimmer († 1950)
- 03. September: Norman Taber, US-amerikanischer Leichtathlet († 1952)
- 05. September: Rune Bergström, schwedischer Fußballspieler († 1964)
- 06. September: Camille Mandrillon, französischer Skisportler († 1969)
- 08. September: Adamo Bozzani, italienischer Turner († 1969)
- 12. September: Fred Kelly, US-amerikanischer Hürdenläufer († 1974)
- 17. September: Hans Reese, deutscher Fußballspieler, später Neurologe in den USA († 1973)
- 19. September: Oscar Hamrén, schwedischer Schwimmer († 1960)
- 20. September: James Montgomery, kanadischer Sportschütze († 1964)
- 21. September: Cyril Mackworth-Praed, britischer Sportschütze († 1974)
- 23. September: Edgar Burgess, britischer Ruderer († 1952)
- 23. September: Gösta Holmér, schwedischer Leichtathlet († 1983)
- 24. September: Christian Hansen, dänischer Turner († 1961)
- 26. September: Alfred Lane, US-amerikanischer Sportschütze († 1965)
- 28. September: Lionel Bony de Castellane, französischer Fechter († 1965)
- 28. September: Walden Martin, US-amerikanischer Radrennfahrer († 1966)

### Oktober
- 02. Oktober: James Wilson, britischer Leichtathlet († 1973)
- 04. Oktober: Francesco Cattalinich, italienischer Ruderer († 1976)
- 05. Oktober: Aksel Sørensen, dänischer Turner († 1955)
- 06. Oktober: Olaf Hovdenak, norwegischer Langstreckenläufer († 1929)
- 09. Oktober: Hjalmar Ohlsson, schwedischer Dreispringer († 1975)
- 11. Oktober: Hans Liesche, deutscher Leichtathlet († 1979)
- 11. Oktober: László Szentgróthy, ungarischer Schwimmer († unbekannt)
- 11. Oktober: Hans Werner, deutscher Kunstturner († unbekannt)
- 12. Oktober: Anton Collin, finnischer Skilangläufer und Radrennfahrer († 1973)
- 13. Oktober: Helge Bäckander, schwedischer Turner († 1958)
- 13. Oktober: Henning Svensson, schwedischer Fußballspieler und -trainer († 1979)
- 16. Oktober: René Dreux, französischer Automobilrennfahrer († 1980)
- 19. Oktober: Jaroslav Jirkovský, tschechoslowakischer Eishockey- und Fußballspieler († 1966)
- 20. Oktober: Poul Hansen, dänischer Ringer († 1948)
- 20. Oktober: Birger Lie, norwegischer Sportschütze († 1970)
- 22. Oktober: Karl Braunsteiner, österreichischer Fußballspieler († 1916)
- 25. Oktober: Henning Holst, dänischer Hockeyspieler († 1975)
- 26. Oktober: Renato Anselmi, italienischer Fechter († 1973)
- 28. Oktober: Leopold Grundwald, österreichischer Fußballspieler und -trainer († 1969)
- 31. Oktober: Frank Schryver, australischer Schwimmer († 1965)
- 31. Oktober: Josef Schümmelfelder, deutscher Fußballspieler († 1966)

### November
- 02. November: Alfred Staats, deutscher Kunstturner († 1915)
- 05. November: Leo Goehring, US-amerikanischer Hoch- und Weitspringer († 1967)
- 05. November: Greasy Neale, US-amerikanischer American-Football-Trainer und Baseballspieler († 1973)
- 06. November: Alexander Lebzelter, österreichischer Feldhockey-, Eishockey- und Bandyspieler († 1936)
- 12. November: Ivan Lönnberg, schwedischer Langstreckenläufer († 1918)
- 14. November: Ted Meredith, US-amerikanischer Leichtathlet und Olympiasieger († 1957)
- 16. November: László Beleznai, ungarischer Wasserballspieler und -trainer sowie Schwimmer und Schwimmsportfunktionär († 1953)
- 18. November: László Széchy, ungarischer Fechter († 1963)
- 20. November: Einar Berntsen, norwegischer Segler und Eisschnellläufer († 1965)
- 21. November: Just Göbel, niederländischer Fußballspieler († 1984)
- 22. November: Sten Hagander, schwedischer Leichtathlet († 1981)
- 22. November: Otto Röhr, deutscher Leichtathlet († 1972)
- 22. November: Paolo Salvi, italienischer Turner († 1945)
- 23. November: Otto Thiel, deutscher Fußballspieler († 1913)
- 24. November: Gustaf Dyrssen, schwedischer Moderner Fünfkämpfer, Fechter und Sportfunktionär († 1981)
- 24. November: Aarne Pelkonen, finnischer Turner († 1959)
- 29. November: Hugo Lahtinen, finnischer Leichtathlet († 1977)
- 30. November: Hans Herrmann, Schweizer Skilangläufer († 1968)

### Dezember
- 01. Dezember: Götrik Frykman, schwedischer Fußballspieler († 1944)
- 02. Dezember: Josef Šroubek, tschechoslowakischer Fußball- und Eishockeyspieler († 1964)
- 03. Dezember: Walter Feyerabend, deutscher Reiter († 1962)
- 03. Dezember: Gustaf Lindblom, schwedischer Dreispringer († 1960)
- 05. Dezember: Carl Klose, US-amerikanischer Ruderer († 1988)
- 05. Dezember: Arthur Wiggins, britischer Ruderer († 1961)
- 06. Dezember: William Peacock, britischer Wasserballspieler († 1948)
- 06. Dezember: Frans Persson, schwedischer Turner († 1976)
- 10. Dezember: Arlie Mucks, US-amerikanischer Diskuswerfer und Kugelstoßer († 1967)
- 14. Dezember: Thor Ørvig, norwegischer Segler († 1965)
- 15. Dezember: David Wijnveldt, niederländischer Fußballspieler († 1962)
- 16. Dezember: Hans Pahner, deutscher Kunstturner († unbekannt)
- 16. Dezember: Ferenc Szűts, ungarischer Turner († 1966)
- 20. Dezember: Erik Almlöf, schwedischer Dreispringer († 1971)
- 20. Dezember: Axel Andersen, dänischer Turner († 1931)
- 22. Dezember: Paavo Aho, finnischer Kugelstoßer († 1918)
- 24. Dezember: Stanislao Di Chiara, italienischer Turner († 1973)
- 25. Dezember: August Fager, US-amerikanischer Leichtathlet († 1967)
- 25. Dezember: Poul Nielsen, dänischer Fußballspieler († 1962)
- 25. Dezember: Klas Särner, schwedischer Turner († 1980)
- 27. Dezember: Beaufort Burdekin, britischer Ruderer († 1963)
- 28. Dezember: Oszkár Demján, ungarischer Schwimmer († 1914)
- 28. Dezember: Harry Worthington, US-amerikanischer Weitspringer († 1990)
- 29. Dezember: Alphonse Van Mele, belgischer Turner († 1972)
- 31. Dezember: Birger Andreassen, norwegischer Radrennfahrer († 1961)
- 31. Dezember: Pál Simon, ungarischer Sprinter († 1922)

### Genaues Datum unbekannt
- Federico Lecot, argentinischer Ruderer († unbekannt)
- Henri Pintens, belgischer Tauzieher († unbekannt)
- Josef Schneider, Schweizer Ruderer († 1966)

## Gestorben
- 18. August: Louis Paulsen, deutscher Schachspieler (* 1833)